# Нижчі Луб'янки

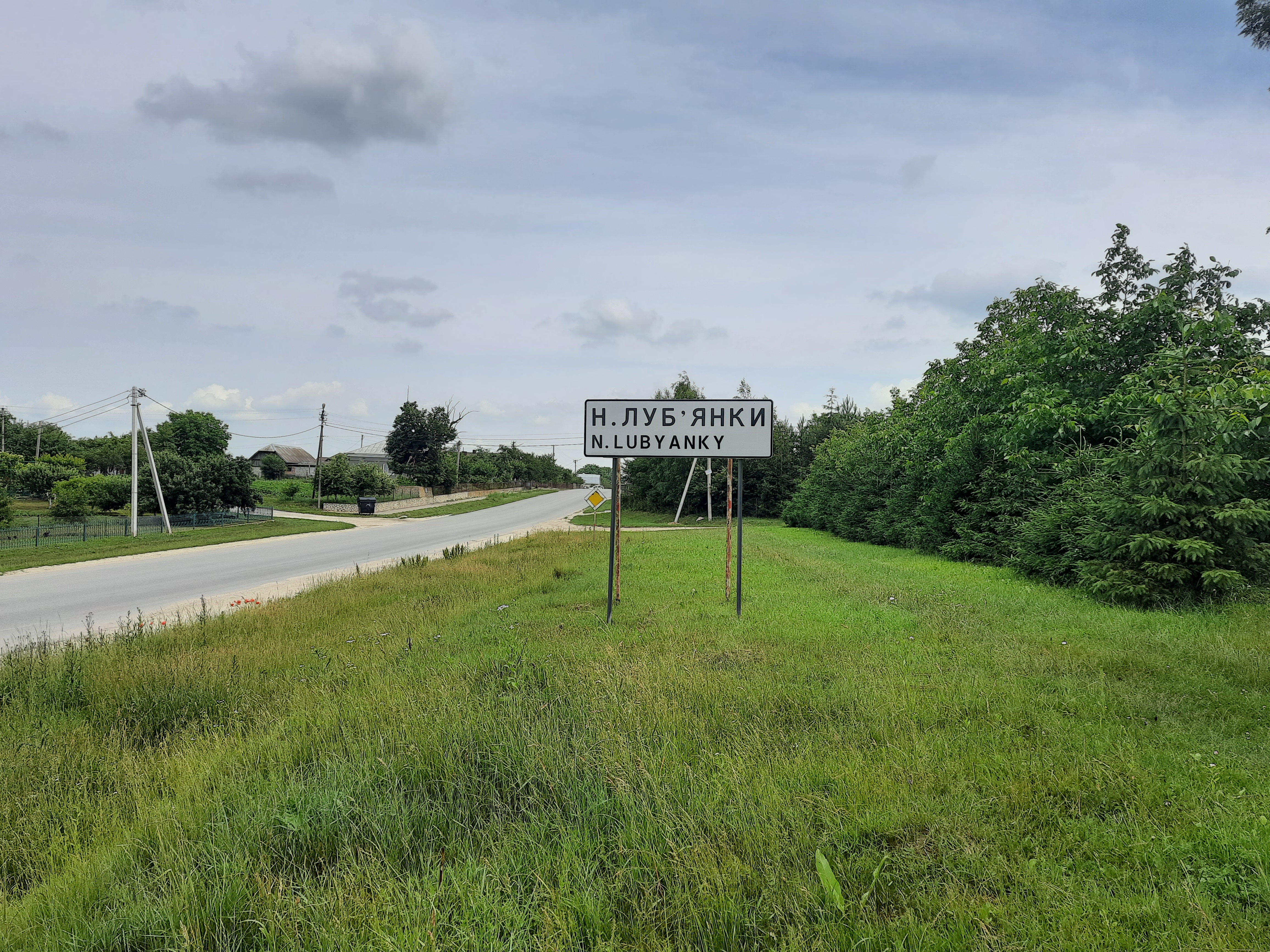
Дорожній знак при в'їзді в село

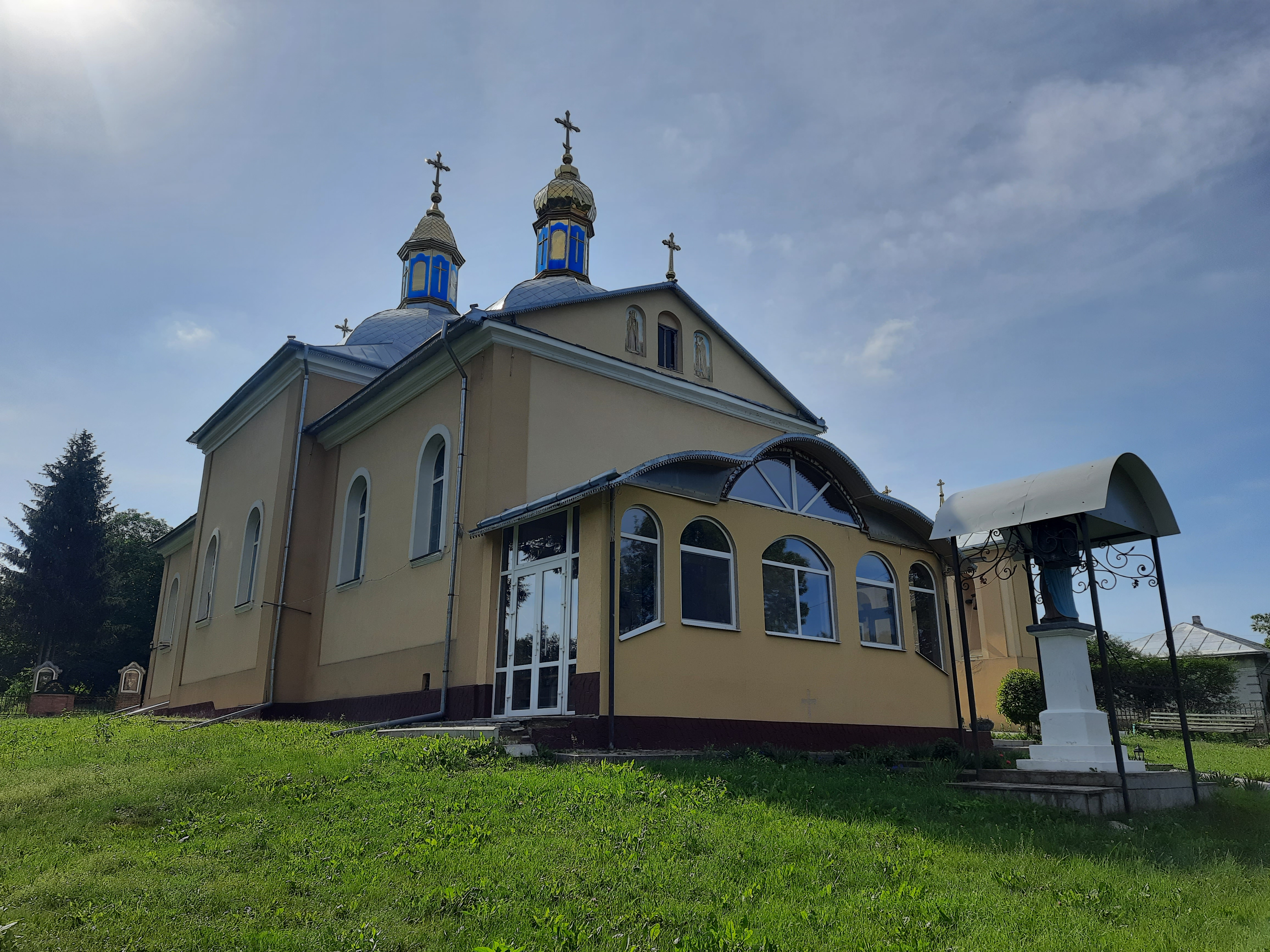
Церква Покрови Пресвятої Богородиці

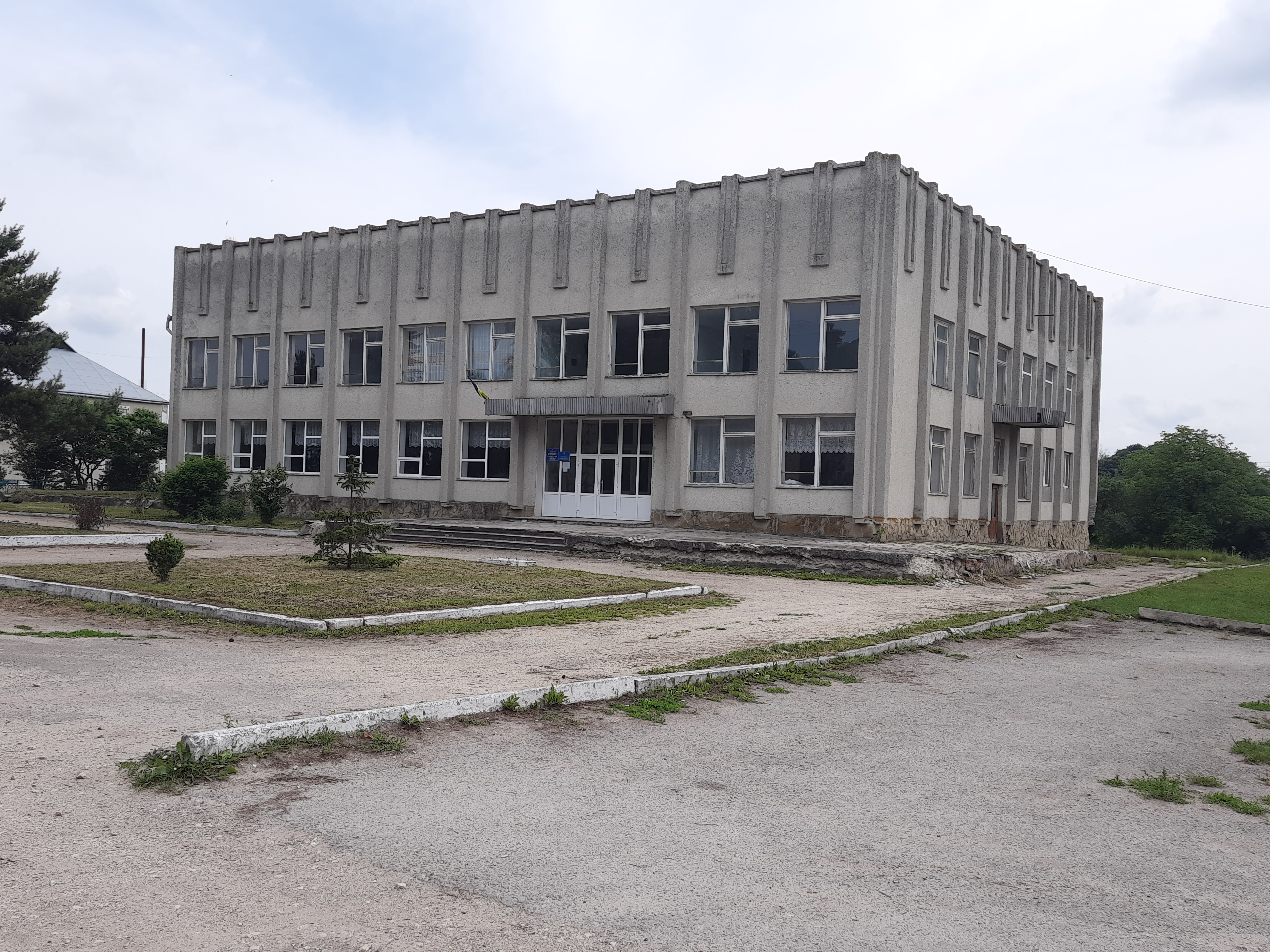
Будинок культури

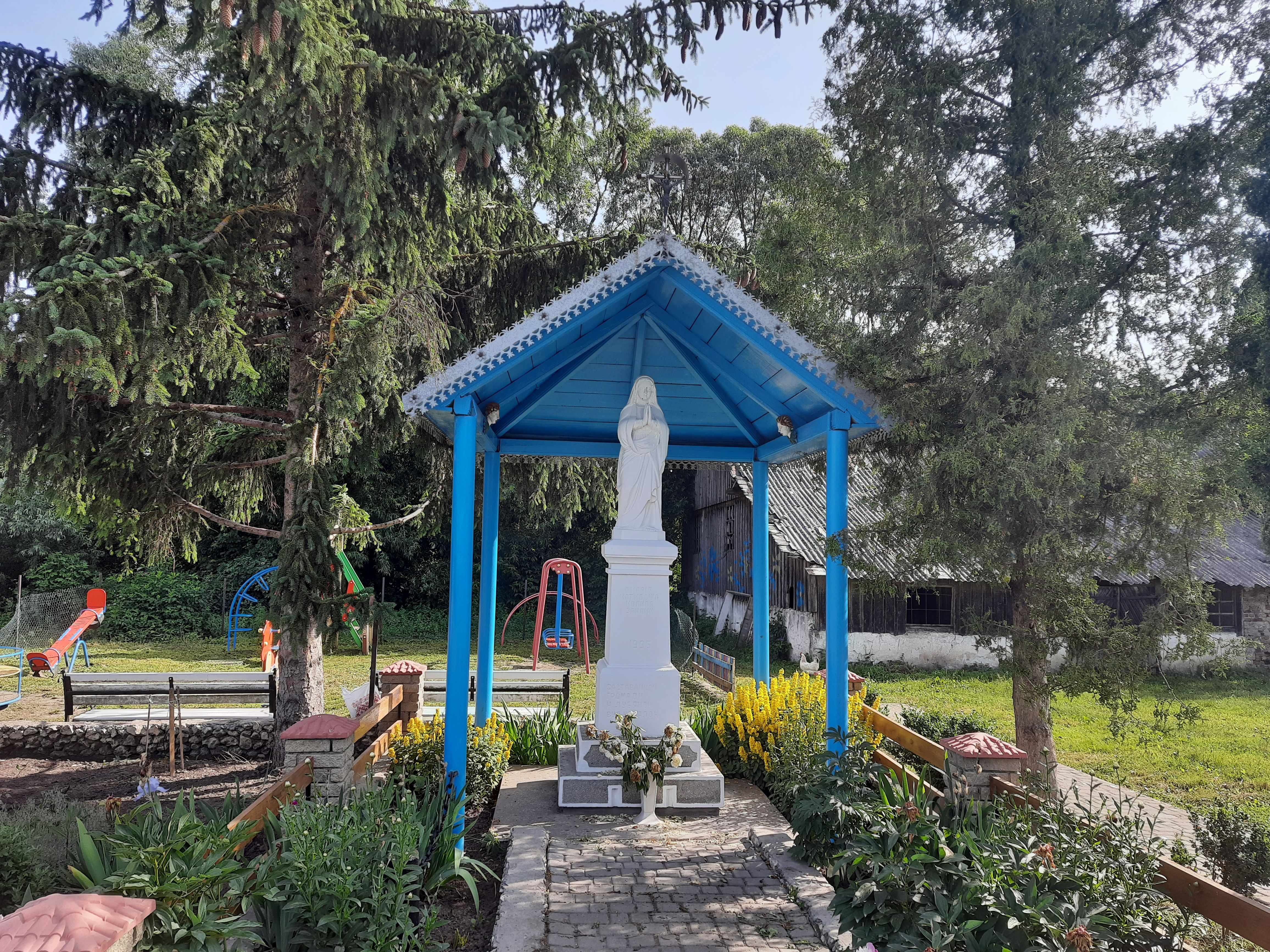
Статуя Божої Матері

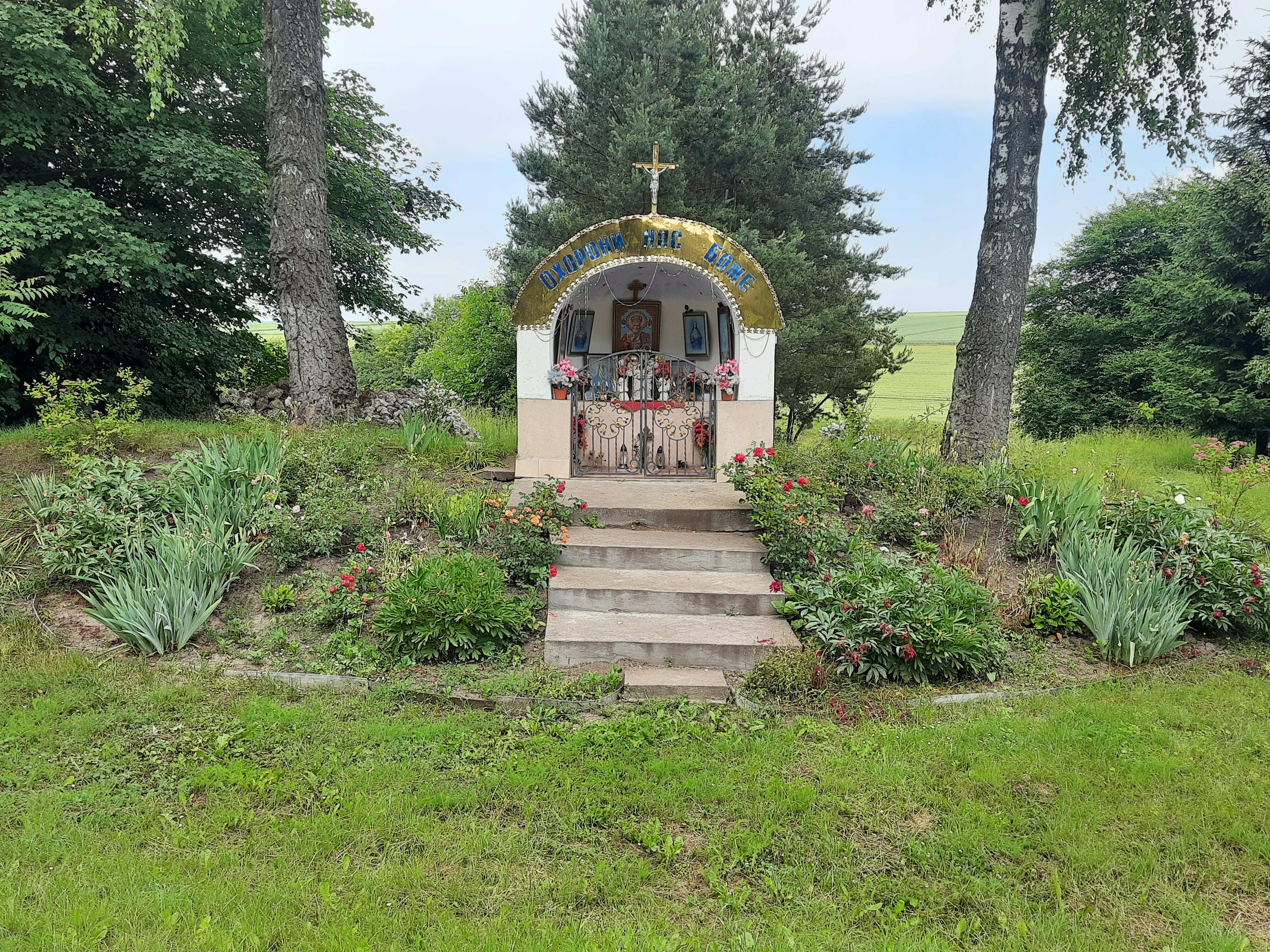
Придорожня капличка

Ни́жчі Луб'я́нки — село в Україні, у Збаразькій міській громаді Тернопільського району Тернопільської області. До Нижчих Луб'янок приєднано хутір Кардашева Вишня.
Населення — 1451 особа (2001).

## Географія
Знаходиться на північному сході району. Розташоване на берегах річці Самець, що впадає в річку Гнізну.

### Вулиці

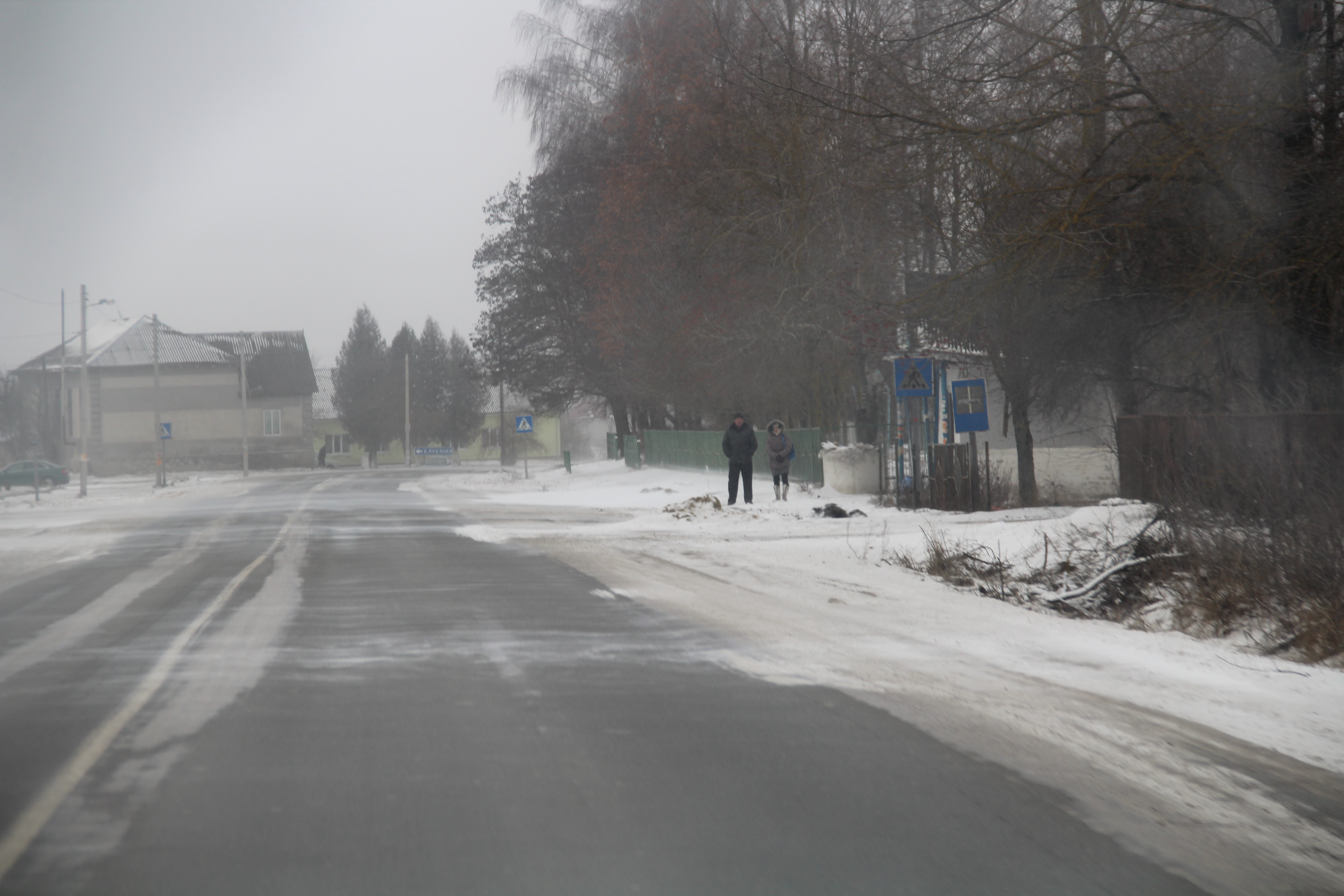
Автобусна зупинка в Нижчих Луб'янках

Богдана Хмельницького, Івана Франка, Тараса Шевченка, Зелена, Грушевського, Миру, Шкільна, Морозенка, Лесі Українки.

## Історія
Перша писемна згадка — 1463.

### Польська окупація
1 жовтня 1927 р. вилучено частини гмін (громад) Вищі Луб'янки і Нижчі Луб'янки та з них утворено самоврядну адміністративну гміну Новий Роговець.
1 серпня 1934 р. внаслідок адміністративної реформи Нижчі Луб'янки включено до новоствореної у Збаразькому повіті об'єднаної сільської гміни Вищі Луб'янки.
У 1939 році в селі проживало 1750 мешканців (1590 українців-грекокатоликів, 130 латинників і 30 євреїв).

### Радянська влада
У липні-вересні 1920 року встановлена радянська влада, селян тероризував призначений сільський ревком. Колективне господарство створене у квітні 1941 року і завадило селянам засіяти поля.
В боях за захоплення села під час німецько-радянської війни загинуло 52 радянські воїни. В рядах Червоної Армії в роки війни билися проти нацистів 247 місцевих жителів, 85 з них загинуло. За бойові подвиги 54 нагороджені орденами й медалями Союзу РСР.
У Нижчих Луб'янках була розміщена центральна садиба колгоспу ім. Кірова, у користуванні якого було 1,4 тис. га сільськогосподарських угідь, у тому числі 1,3 тис. га орної землі. Колгосп спеціалізувався на виробництві свинини, вирощували зернові і технічні культури. За успіхи в розвитку сільськогосподарського виробництва звання Героя Соціалістичної Праці удостоєно голову колгоспу Т. С. Гевка. Орденом Трудового Червоного Прапора нагороджено бригадира колгоспу Г. А. Галиша, ланкову М. М. Кошіль.
У 1960-1970-х рр. споруджено понад 200 житлових будинків.

### Період Незалежної України
У червні 2002 внаслідок градобою пошкоджено багато будівель.
12 червня 2020 року, відповідно до Розпорядження Кабінету Міністрів України від  № 724-р «Про визначення адміністративних центрів та затвердження територій територіальних громад Тернопільської області», село увійшло до складу Збаразької міської громади.
19 липня 2020 року, в результаті адміністративно-територіальної реформи та ліквідації Збаразького району, село увійшло до складу новоутвореного Тернопільського району.

## Населення

### Мова
Розподіл населення за рідною мовою за даними :
| Мова            | Кількість | Відсоток |
| --------------- | --------- | -------- |
| українська      | 1413      | 97.38%   |
| російська       | 33        | 2.27%    |
| білоруська      | 1         | 0.07%    |
| румунська       | 1         | 0.07%    |
| болгарська      | 1         | 0.07%    |
| словацька       | 1         | 0.07%    |
| інші/не вказали | 1         | 0.07%    |
| Усього          | 1451      | 100%     |

## Релігія
- церква Покрови Пресвятої Богородиці (1868, УГКЦ)

## Економіка
Підприємства сільськогосподарської галузі: ПАП «Коваль-Степ», СТОВ «Урожай», СФГ "ОРАНТА", ФГ "АРСЕН" фермерські господарства — вирощування культур;
ПАП «Левада», ТОВ «Сідлон» — розведення свиней.

## Пам'ятки

### Пам'ятники

#### Пам'ятник воїнам УГА
У 1927 р. біля церкви Покрова Пресвятої Богородиці місцеві ветерани УГА разом з парохом о. Григорієм Яструбецьким спорудили пам'ятник загиблим воїнам УГА. Монумент у вигляді кам'яного кургану із фігурою Богородиці, "якої опіці віддалися стрільці". На ньому вміщені список загиблих солдатів 1914—1920 рр. і список тих солдатів, які повернулися з фронтів Першої світової війни. Пам'ятник освятили 16 жовтня 1927 р. о. Григорій Яструбецький, збаразький декан о. Олександр Голінатий та о. Володимир Куницький зі Скалата. Окрім них, промови під час урочистостей виголосили д-р Андрій Гаврилюк і студент богослов'я, тобто семінарист, на прізвище Чепіль.

#### Пам'ятник на честь загиблих
Розташований у сквері біля місцевої школи. Встановлений 10 серпня 1968 р. Постать воїна встановлена на прямокутному постаменті. Поруч — вертикальна трапецеподібна стела висотою 5,5 м з написом:
«Прохожий, зупинись і згадай тих, хто поліг за тебе, мати — Вітчизно. Не було безіменних героїв, а були люди, які мали своє ім'я, своє обличчя, свої сподівання і надії. Хай же ці люди будуть назавжди близькі вам, як друзі, як рідні, як ви самі». Юліус Фучік.

«Вони не загинули, вони живуть і нині, вони готові встати на перший клич війни. Нехай посміє хтось загрожувати країні, де є такі батьки, де є такі сини». Микола Бажан.
Скульптура і стели виготовлені з мармурової крихти, постамент — із каменя-пісковику.

#### Липа Богдана Хмельницького
На виїзді до Збаража стоїть липа, під якою, за переказами, перебував Богдан Хмельницький, поруч — пам'ятна таблиця (1990) з написом:
| Липа Богдана Хмельницького. Під цією липою гетьман керував облогою Збаража в 1649 році |

#### Козацька могила
На виїзді з села у сторону Ланівців — Кривавий потік — місце битви козаків з поляками у 1649 році. 1991 року там насипали курган-могилу Борцям за волю України. На підніжжі могили знаходиться пам'ятна дошка з написом:
«Славним лицарям Запорізького козацтва, які полягли разом з полковником Бурляєм на кривавому поточі за визволення Збаража 1649. Вдячні потомки. 1992.»

### Пам'ятний знак в оборону від голоду, війни і раптової смерті
Щойновиявлена пам'ятка монументального мистецтва. Розташована в центрі села, на перехресті доріг.
Робота самодіяльних майстрів, виготовлена із каменю (встановлена 1918 р.).

## Соціальна сфера
Діє Нижчелуб'янківська ЗОШ І-ІІІ ступенів, Нижчелуб'янський сільський комунальний дитячий садок «Барвінок», Будинок культури, філія-бібліотека, ФАП.

## Релігія
Храм Покрови Пресвятої Богородиці (1868, мурована).

## Відомі люди

### Народилися
- Роман Дудинський — сотник Легіону Українських Січових Стрільців, отаман (майор) Української Галицької Армії,
- Іван Атаманець — диригент, громадсько-культурний діяч,
- Андрій Гаврилюк — лікар, громадський діяч, лікар УГА,
- Богдан Гаврилюк — воїн УПА, був учасником визволення Степана Бандери з концлагеру «Заксенхаузен»
- Богдан Гевко — інженер, вчений, педагог,
- Гевко Тимофій Степанович (1914—1980) — радянський господарський діяч, Герой Соціалістичної Праці.
- Володимир Дмитрович Задійко (1935—2016[10]) — лікар-хірург, громадський діяч, автор книг з медицини, вчений.
- Маслов Віталій — український військовослужбовець, учасник російсько-української війни[11][12].
- Володимир Мороз — історик, журналіст, краєзнавець, релігієзнавець.
- Яцко Остапчук — український громадсько-політичний діяч, депутат австрійського парламенту.